# Orthogonikleithrus
Orthogonikleithrus è un genere estinto di pesci ossei appartenente agli Actinopterygii, vissuto nel Giurassico superiore in Europa.

## Etimologia
Il nome Orthogonikleithrus deriva dal greco orthogonos (ὀρθογωνος, "angolo retto") e kleithron (κλείθρον, "chiavistello"), in riferimento alla particolare conformazione del cleitro, i cui margini posteriore e ventrale formano un angolo retto.

## Descrizione
Orthogonikleithrus era un pesce di piccole dimensioni; la maggior parte delle specie superava di rado i 5 centimetri di lunghezza, ma una specie non ancora descritta formalmente poteva superare i 10 centimetri. Possedeva un corpo snello e allungato, simile vagamente a quello di una sardina.
Tra le principali caratteristiche diagnostiche del genere vi sono la presenza di un setto interorbitale osseo, l'assenza di denti sul vomere e sul parasfenoide, e una mascella superiore più corta di quella inferiore. La mascella è dotata di una singola fila di grandi denti conici, affiancata da due ampie supramascellari che ne coprono gran parte del margine posteriore. I canali sensoriali sopra- e infraorbitali sono privi di tubuli, mentre il canale sensoriale preopercolare mostra pochi tubuli corti nel braccio ventrale. L’interopercolo è allungato e si estende anteriormente rispetto al preopercolo, mentre il subopercolo è particolarmente sviluppato, rappresentando circa il 48% della profondità dell’opercolo. L’extrascapolare ha forma triangolare. Il cleitro mostra un lungo braccio ventrale disposto ad angolo retto rispetto al dorsale, mentre il supracleitro è allungato con margine ventrale arrotondato.
La colonna vertebrale presenta spine neurali larghe e di lunghezza simile nei centri preurali da 5 a 2. Sono presenti tre epurali disposti in una serie graduata, insieme a diverse ossificazioni degli archi neurali nei centri preurale 1 e urale. L’uroneurale 1 è stretto, con crescita membranosa sul margine anterodorsale, mentre è presente anche l’uroneurale 0.

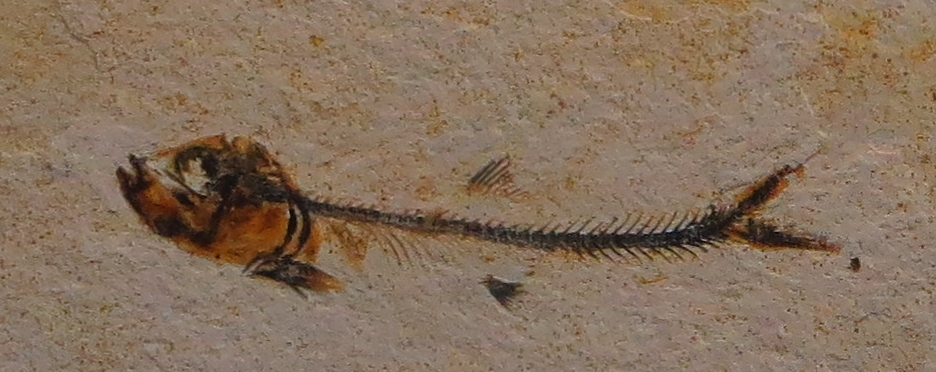
Fossile di Orthogonikleithrus hoelli

## Distribuzione geografica
Inizialmente conosciuto solo dai giacimenti di Zandt ed Ettling in Baviera (Germania meridionale), il genere Orthogonikleithrus è stato successivamente individuato anche a Cerin in Francia, ampliando la distribuzione geografica nota per il genere nel Giurassico superiore.

## Relazioni filogenetiche
Orthogonikleithrus mostra affinità con altri teleostei basali del Giurassico superiore europeo: ad esempio con Leptolepides per quanto riguarda la disposizione dei canali sensoriali e la lunghezza del processo anteriore della mascella. Presenta inoltre analogie con Ascalabos nella robustezza del premascellare. Il suo scheletro caudale condivide tratti con quello di Leptolepides, come l’ampliamento delle spine neurali ed emali nelle vertebre terminali e la lunghezza degli uroneurali 1 e 2, ma possiede anche elementi simili a quelli di Anaethalion, soprattutto nella regione degli archi neurali sopra i centri caudali. Per questa combinazione unica di caratteri, il genere è assegnato agli Clupeocephala all'interno dei Teleostei. In seguito è stata istituita la famiglia Orthogonikleithridae per accogliere questo genere e Leptolepides.

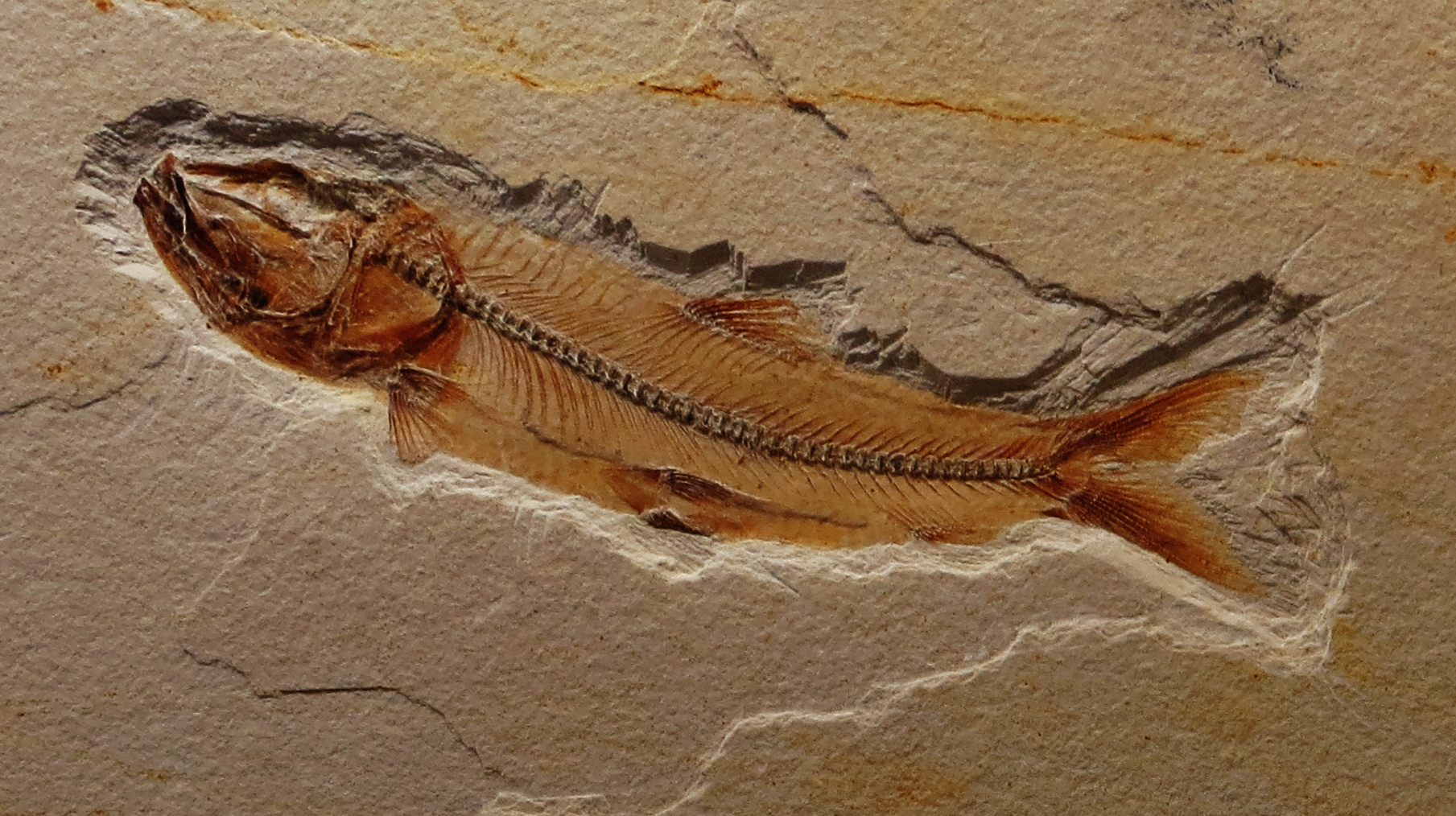
Fossile di una nuova specie di Orthogonikleithrus proveniente dal giacimento di Ettling

### Specie
Il genere Orthogonikleithrus comprende diverse specie:
- Orthogonikleithrus leichi – la specie tipo, descritta dai calcari litografici del Giurassico Superiore di Zandt (Baviera, Germania).
- Orthogonikleithrus hoelli – proveniente da Ettling (Baviera).
- Orthogonikleithrus francogalliensis – descritta dai calcari litografici di Cerin (Ain, Francia), si distingue per la presenza di denti, il numero di tubuli nella linea laterale cefalica e il numero di ipurali e uroneurali.[3]
- Una nuova specie non ancora formalmente descritta, di dimensioni maggiori, anch’essa proveniente da Ettling.

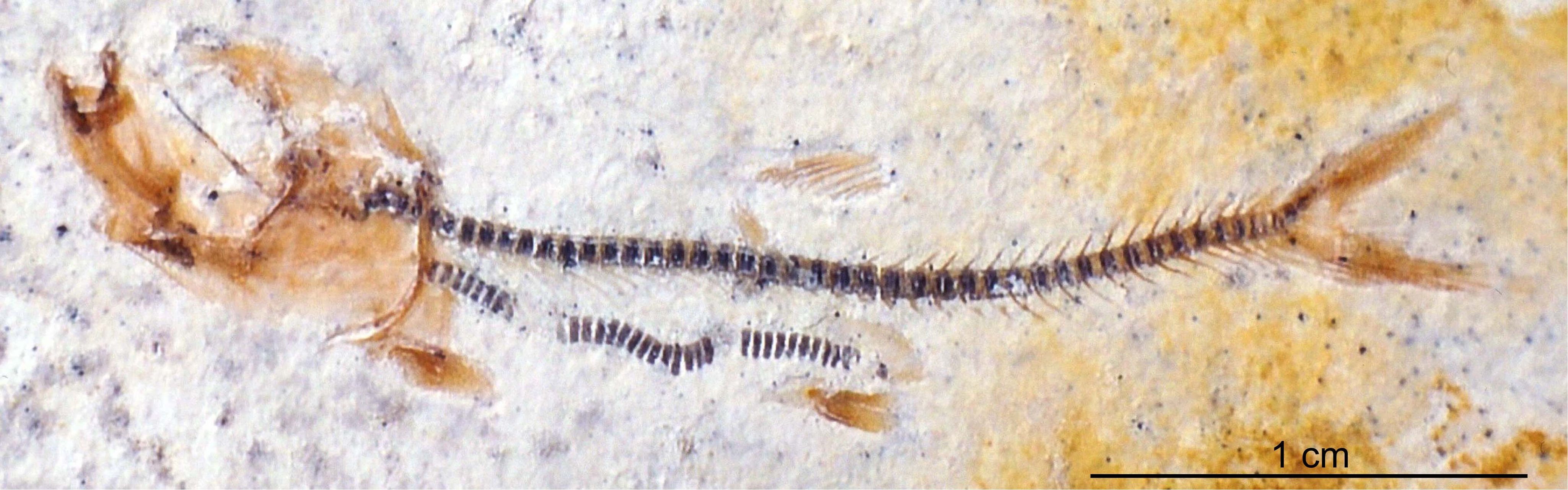
Fossile di Orthogonikleithrus hoelli contenente resti di esemplari più piccoli della stessa specie

## Paleoecologia
Contenuti faringei e gastrici conservati nei pesci fossili del giacimento di Ettling hanno fornito prove dirette che Orthogonikleithrus hoelli rappresentasse una fonte primaria di cibo durante le prime fasi di sedimentazione del giacimento. Tra i predatori di questa specie vi era anche una specie più grande dello stesso genere Orthogonikleithrus, non ancora descritta formalmente. Anche alcuni esemplari di O. hoelli mostrano al loro interno esemplari più piccoli della stessa specie, un chiaro esempio di predazione intraspecifica.
I depositi di Ettling rappresentano un bacino indipendente all’interno del più ampio “Arcipelago di Solnhofen” del Giurassico superiore, un mare poco profondo e subtropicale punteggiato da isole, barriere di spugne e coralli, banchi sabbiosi e bacini più profondi su un’estesa piattaforma carbonatica situata lungo il margine settentrionale dell’Oceano Tetide.